# 贺兰韭
贺兰韭（学名：Allium eduardii）是葱科葱属的植物。分布于蒙古、俄罗斯西伯利亚地区以及中国大陆的宁夏、河北等地，多生在干旱山坡或草地，目前已由人工引种栽培。